# Kościół Nawiedzenia Najświętszej Maryi Panny w Krakowie (ul. Wyszyńskiego)
Kościół Nawiedzenia Najświętszej Maryi Panny – kościół rzymskokatolicki znajdujący się w Krakowie, w dzielnicy XII Bieżanów-Prokocim przy ul. Stefana Wyszyńskiego 6, na Rżące. Posługę pełnią księżą diecezjalni.

## Historia
31 maja 2000 kardynał Franciszek Macharski poświęcił plac pod budowę kościoła w Rżące. 28 września rozpoczęto pierwsze wykopy pod fundamenty. Projekt kościoła w stylu postmodernistycznym wykonał architekt Krzysztof Filuś. 8 listopada 2001 r., w trakcie prac ziemnych przy fundamentach kościoła została znaleziona bomba lotnicza z czasów II wojny światowej. Nikt nie ucierpiał.
31 maja 2002 kardynał Franciszek Macharski dokonał wmurowania kamienia węgielnego w ściany kościoła. 18 sierpnia tego roku na krakowskich błoniach papież Jan Paweł II podczas VIII pielgrzymki do Polski poświęcił trzy dzwony dla powstającej świątyni (Magnificat, Jan Paweł II i Święty Józef), które zabiły po raz pierwszy 20 października 2002.
Zasadniczą bryłę kościoła wzniesiono do 2006, później przez cały 2007 i 2008 trwały prace przy ocieplaniu, zadaszaniu i wyposażaniu świątyni. 31 maja 2010 r. kardynał Stanisław Dziwisz dokonał uroczystego erygowania kościoła w Rżące.